# Yongin
Yongin é uma cidade situada ao sul da província sul-coreana de Gyeonggi-do, a aproximadamente 40 km de Seul, a capital do país. Possui 787.857 habitantes, o que a torna a sétima cidade mais populosa da Região Metropolitana de Seul [carece de fontes?].

## História
Embora haja evidências de assentamento humano aqui desde o século quinto, Yongin recebeu o status de cidade apenas em março de 1996.

## Pontos de interesse
- Aldeia Folclórica Coreana
- Everland
- MBC Dramia